# Leroy Hutson
Leroy Hutson (* 4. Juni 1945 in Newark, New Jersey) ist ein amerikanischer Soulsänger, Komponist, Musikproduzent und Songschreiber.

## Leben
Leroy Hutson wuchs in New Jersey auf. Hier startete er erste erfolglose Versuche lokale Vocal-Bands zu gründen. Seit 1967 war er gemeinsam mit Donny Hathaway Mitglied der Mayfield-Singers, die eine Single für Curtis Mayfield veröffentlichten. 1970 studierte er an der Howard-Universität, Washington, D.C., wo er das Zimmer mit Donny Hathaway teilte und Lehrveranstaltungen mit Roberta Flack besuchte.
Nach Donny Hathaways Hit The Ghetto, an dem er mitgewirkt hatte, wurde er von 1970 bis 1973 Nachfolger von Curtis Mayfield in der Gruppe The Impressions. Seit 1973 brachte er mehrere Solo-Alben heraus, deren bekannteste Love Oh Love (1973) und The Man! (1974) sind.
Ab 1992 zog sich Hutson für fast zwei Jahrzehnte aus dem Musikgeschäft zurück. 2009 veröffentlichte er schließlich als „Lee Hutson“ sein Comeback-Album Soothe You Groove You.

## Diskografie
- 1973: Love Oh Love
- 1974: The Man!
- 1975: Hutson
- 1976: Feel The Spirit
- 1976: Hutson II
- 1978: Closer To The Source
- 1979: Unforgettable
- 1982: Paradise
- 2009: Soothe You Groove You